# 鈴木伸一 (哲学者)
鈴木 伸一（すずき しんいち、1934年 - ）は、日本の哲学者。駿河台大学名誉教授。

## 人物・来歴
1958年に東京大学文学部を卒業後、1964年まで同大学大学院人文科学研究科博士課程で倫理学を専攻した。
1964年から熊本大学へ講師として着任し、1977年に教授に昇格した。
1988年に創立期であった駿河台大学の教授となる。同大学で法学部長を務めた後に、初代現代文化学部長に就任し、生物学者の吉田邦久などと同学部の創設に寄与した。後に駿河台大学名誉教授を授与される。
日本倫理学会、西日本哲学会、国際フォイエルバッハ学会に所属し、ドイツ哲学から倫理学や法哲学、芸術論を研究した。

## 論文
- 「ヘーゲルとギリシア悲劇（二）－『自然法論文』の国家論－」（駿河台大学論叢26, 2002）
- 「ヘーゲルとギリシア悲劇（一）－『キリスト教の精神とその運命』における運命との和解」（駿河台大学論叢22, 2001）
- 「アンティゴネーの嘆きとは何か」（駿河台大学論叢20, 2000）
- 「ヘーゲルにおける自己意識存立の根拠の問題」（駿河台大学論叢17, 1998）
- 「L.フォイエルバッハの法思想」（駿河台大学論叢15, 1997）
- 「ヘルダーリン試論-芸術創造の史的基礎づけ-」（駿河台大学論叢12, 1996）
- 「フォイエルバッハの人間学と倫理学」（駿河台大学論叢10, 1995）
- 「道元の超越的思惟とＬ・フォイエルバッハの宗教批判」（比較思想研究18, 1991）
- 「フォイエルバッハと道元禅の思惟」（社会思想史の窓71, 1990）
- 「ヘーゲルの「自然法論文」とルソーの「社会契約論」」（文学部論叢22, 1987）
- 「フォイエルバッハのヘーゲル批判-『ヘーゲル哲学批判のために』における＜初端＞の問題」（文学部論叢18, 1986）
- 「フォイエルバッハの≪人間学≫における認識と実践の問題」（法文論叢38, 1976）
- 「フォイエルバッハの＜人間学＞における歴史構想-知の歴史適合性の問題-」（理想493, 1974）
- 「フィヒテの対立者としてのフォイエルバッハ」（倫理學年報21, 1972）
- 「モーゼス・ヘスの歴史理論」（法文論叢30, 1972）
- 「モーゼス・ヘスにおける共同体の原理」（法文論叢27, 1970）
- 「初期マルクスとフォイエルバッハ-『経済学・哲学』手稿をめぐって-」（法文論叢22, 1967）
- 「マルクスの卒業論文における哲学的立場」（法文論叢19, 1966）
- 「カントの「永遠平和論」」（理想369, 1964）